# Emilio Alessandrini park
Az Emilio Alessandrini park Milánó egyik legnagyobb közparkja Emilio Alessandrini bíró emlékére épült, akit 1979-ben a Prima Linea szélsőbalos terrorcsoport a közeli via Tertullianón, a nyílt utcán meggyilkolt. 
A park 1980. januári felavatásakor még 17,2 hektáros kiterjedésű volt, mára 66 500 m²-ben állapodott meg. A park a lombard főváros délkeleti szélén létesült, a Vincenzo Cuoco térre néz, a via Bonfadini torkolatánál (amelynek első szakasza most beépült a parkba), közepén Pietro Cascella olasz szobrász márványemlékműve látható.

## Növényzet és berendezés

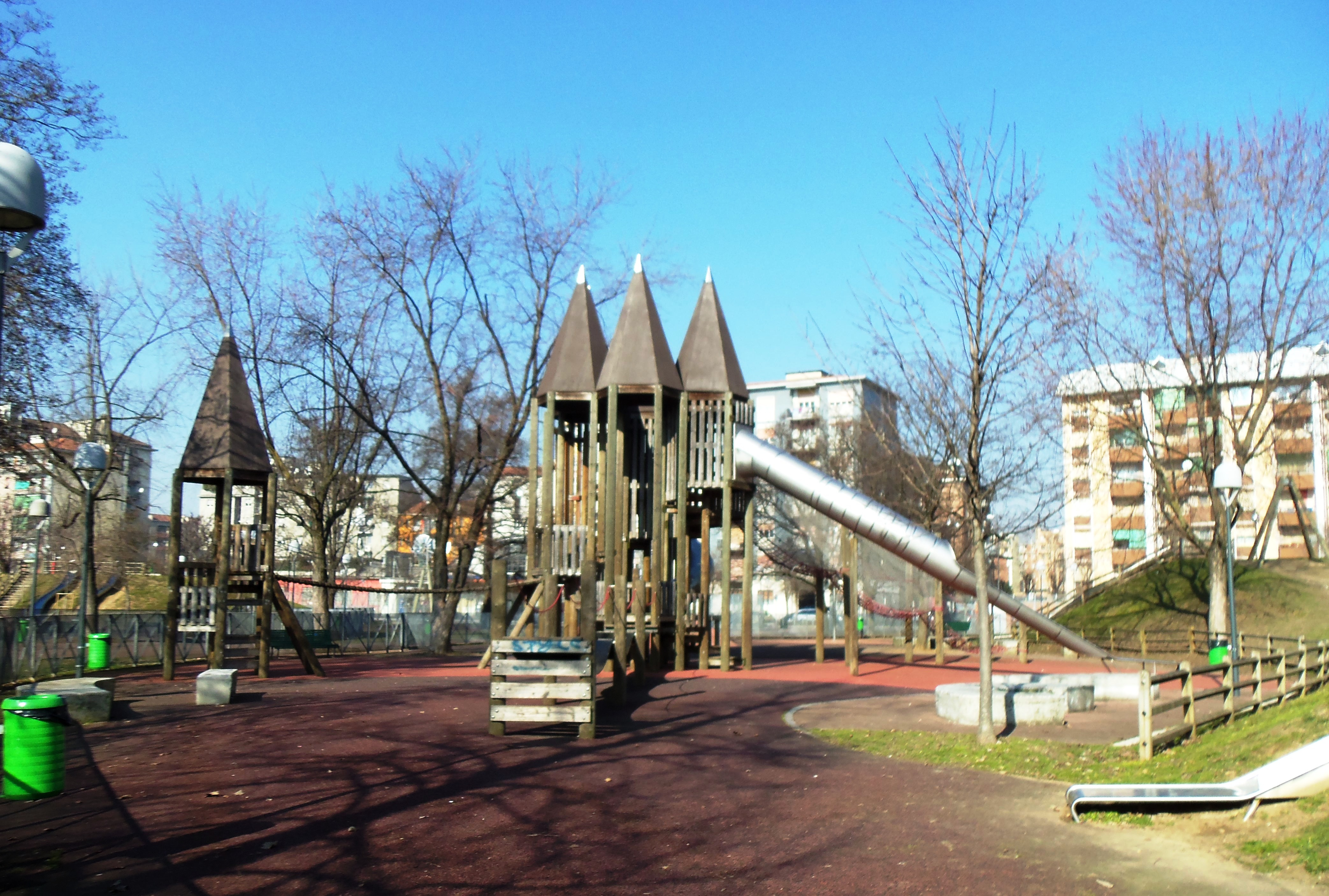
Az egyik nagy játszótér

A jelenleg itt megtalálható fafajták: juhar, éger, nyugati ostorfa, nyír, kőris, dió, szil, tölgy, akác, hárs, valamint olyan lombos fajok, mint a kaukázusi dió.
A parkban kis játszóterek vannak, az egyik nyolcéves korig, és egy másik, nagyobb kihívást jelentő, a legfeljebb tizenöt éveseknek, továbbá három golyósportpálya és két kutyafuttató, valamint terület a „városi kertek” számára öntözővízzel és minden szükséges alapfelszereléssel ellátva. A szilárd védelmet horganyzott elemek biztosítják, a park megjelenése kárára.

## Fordítás
Ez a szócikk részben vagy egészben  a   Parco Emilio Alessandrini című olasz Wikipédia-szócikk ezen változatának fordításán alapul.  Az eredeti cikk szerkesztőit annak laptörténete sorolja fel. Ez a jelzés csupán a megfogalmazás eredetét és a szerzői jogokat jelzi, nem szolgál a cikkben szereplő információk forrásmegjelöléseként.